# Club Universitario de La Paz
|  | No s'ha de confondre amb Universitario. |

El Club Universitario de La Paz és un club de futbol bolivià de la ciutat de La Paz.
Va ser fundat el 23 de setembre de 1922.

## Palmarès
- Campionat bolivià de futbol:[2]
  - 1969
- Campionat de La Paz de futbol:
  - 1929